# Abborrartade fiskar
Abborrartade fiskar (Perciformes) är den artrikaste ordningen bland ryggradsdjuren, och utgör en mångsidig och heterogen grupp fiskar. De abborrartade fiskarna utmärks av taggiga fenstrålar, två ryggfenor, att de saknar fettfena, har simblåsa, och att stjärtens fenstrålar aldrig är flera än 17.
De flesta arterna lever i saltvatten utefter tempererade och tropiska havskuster. De övriga lever pelagiskt i oceaner eller är sötvattenfiskar: omkring 2 200 av de arter som normalt förekommer i sötvatten lever dock i saltvatten under åtminstone en del av sitt liv.
Av de många familjerna är smörbultarna (Gobiidae) artrikast med minst 1 875 arter, följd av cikliderna (Cichlidae) med 1 300 arter och läppfiskarna (Labridae) med 500 arter.

## Systematik
Ordningen omfattar 19 underordningar, 156 familjer, cirka 1 500 släkten och mer än 10 000 arter.

### Underordningar
- Kirurgfisklika fiskar – Acanthuroidei
- Labyrintfiskar – Anabantoidei
- Slemfisklika fiskar – Blennioidei
- Sjökockslika fiskar – Callionymoidei
- Ormhuvudfiskar – Channoidei (monotypiskt)
- Elassomatoidei (monotypiskt)
- Dubbelsugarfiskar – Gobiesocidei (monotypiskt)
- Smörbultslika fiskar – Gobioidei
- Icosteoidei (monotypiskt)
- Krokhuvudfiskar – Kurtoidei (monotypiskt)
- Läppfisklika fiskar – Labroidei
- Notothenioider – Notothenioidei
- Abborrlika fiskar – Percoidei
- Pholidichthyoidei
- Makrillika fiskar – Scombroidei
- Scombrolabracoidei (monotypiskt)
- Smörfisklika fiskar – Stromateoidei
- Fjärsinglika fiskar – Trachinoidei
- Tånglakelika fiskar – Zoarcoidei